# Sankt Antoni
Sankt Antoni (literalmente San Antonio, en francés Saint-Antoine) es una comuna suiza del cantón de Friburgo, situada en el distrito de Sense. Limita al norte con las comunas de Wünnewil-Flamatt, Ueberstorf y Heitenried, al este con Schwarzenburg (BE), al sur con Alterswil, y al oeste con Schmitten y Tafers.
La comuna está compuesta por las localidades de: Bächlisbrunnen, Burg, Lehwil, Niedermonten, Niedermuhren, Obermonten y Schwenny.